# Kirche Gerichshain

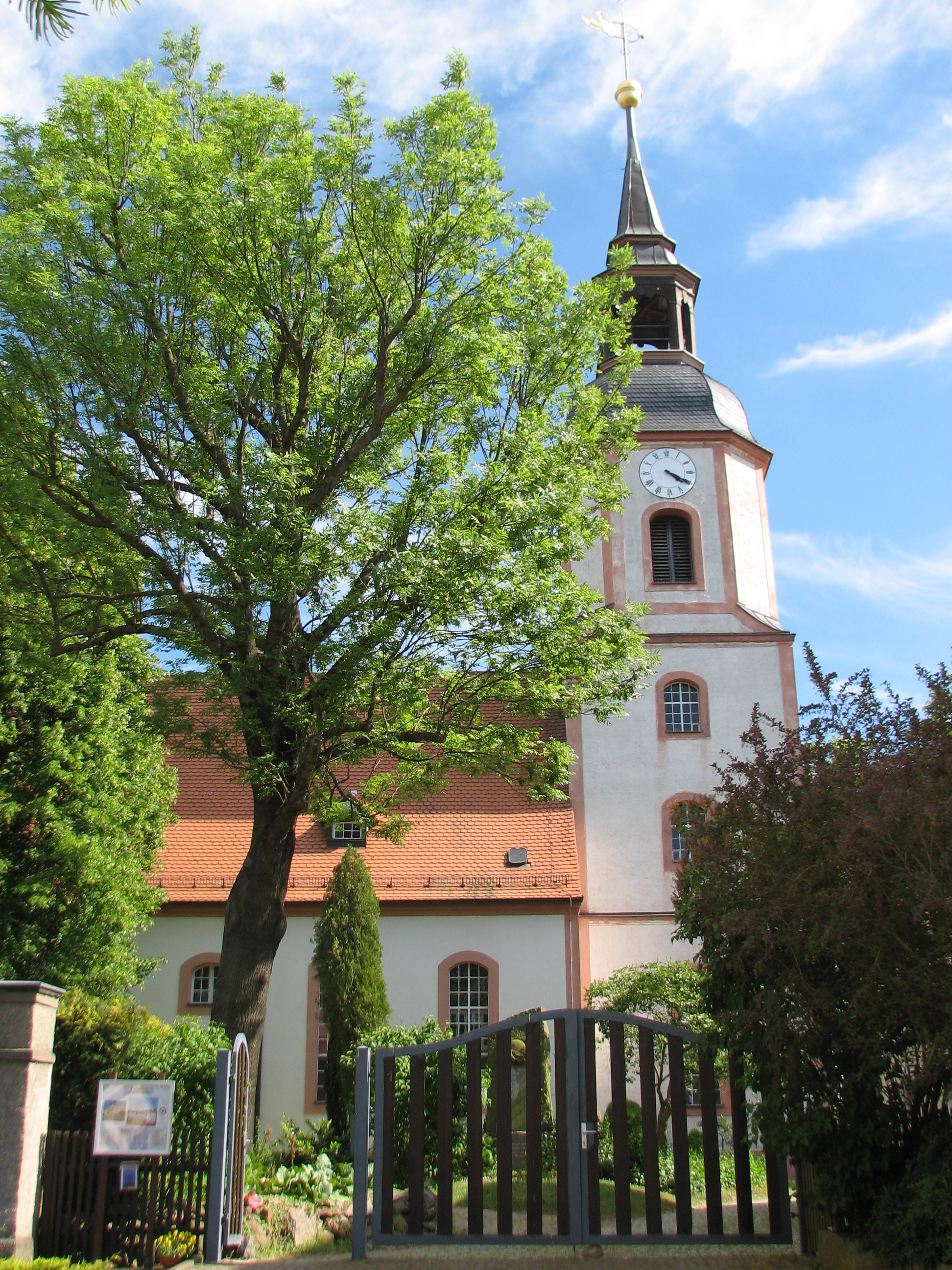
Kirche Gerichshain

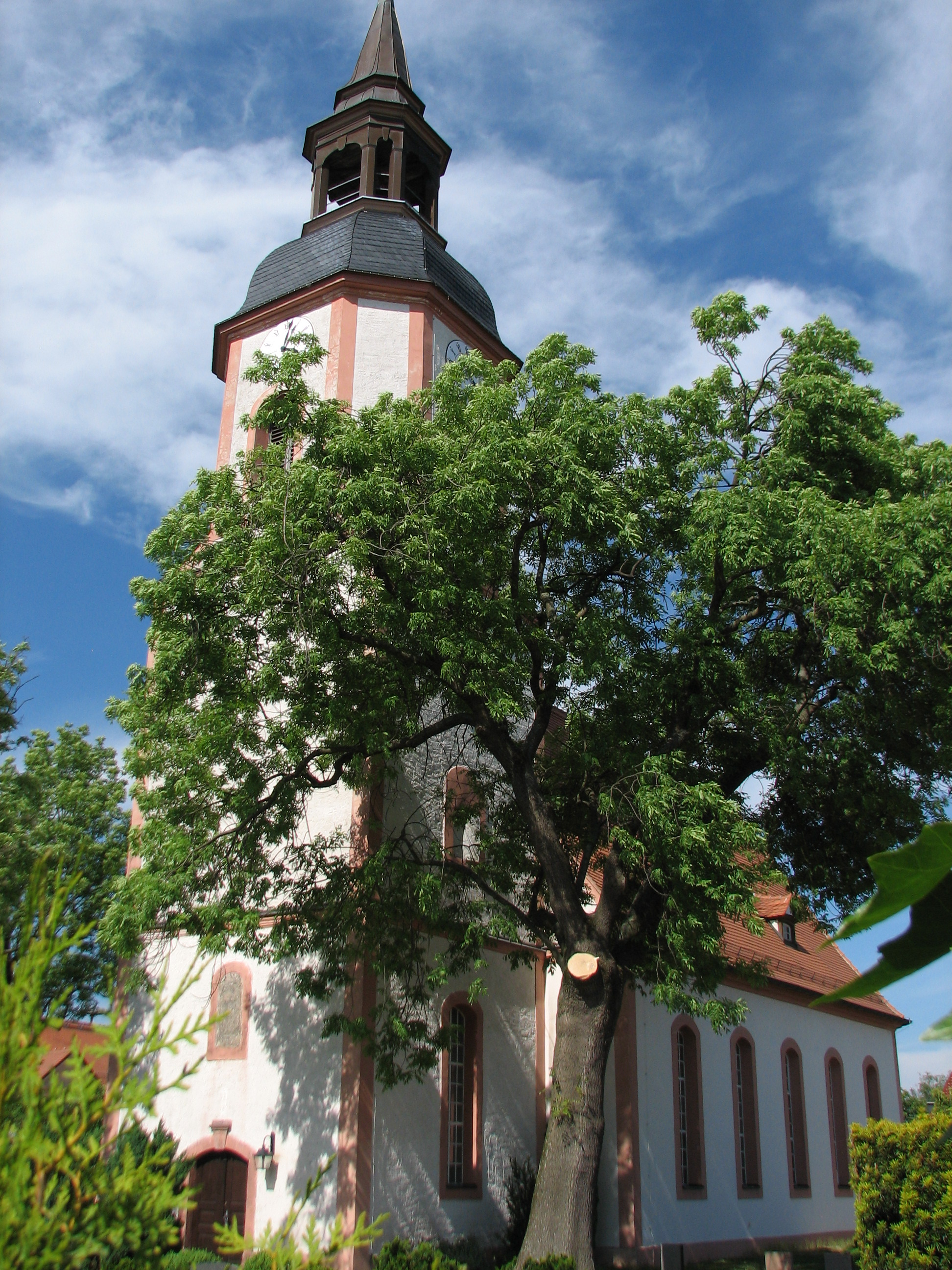
Gesamtansicht

Die Kirche Gerichshain ist ein Kirchengebäude der Evangelisch-Lutherischen Landeskirche Sachsens in Gerichshain, einem Ortsteil von Machern, im sächsischen Landkreis Leipzig.

## Entwicklung
Der Sakralbau steht in der Ortsmitte. Die Kirche zu Gerichshain wurde von 1997 bis 1998 sowie 2001 innen und außen umfassend saniert und restauriert. Der Vorgängerbau wurde 1784 abgerissen und 1785 das jetzige Bauwerk geweiht.
Der Kanzelaltar füllt die gesamte Höhe der Saalkirche als auch mit seinen seitlichen Verkleidungen die gesamte Breite und stammt von 1785. Die achteckige Taufe aus Sandstein entstand in der zweiten Hälfte des 19. Jahrhunderts. Auf der Westseite befindet sich die an drei Seiten umlaufende Empore mit der Trampeli-Orgel. Die Wetterfahne auf dem Westturm stammt aus dem Jahr 1785.
Das jetzige Kirchgemeindezentrum wurde 1998 und 1999 gestaltet – dabei wurde das Innere des Pfarrhauses von 1794 für heutige Nutzungsanforderungen umfassend umgestaltet. Es wird für Veranstaltungen und Konferenzen genutzt.

## Kirchgemeinde
Mit Wirkung vom 1. Januar 2020 haben die Evangelisch-Lutherischen Kirchgemeinden Borsdorf-Zweenfurth, Gerichshain-Althen und Panitzsch (seit 1. Januar 2020: Vereinigte Evangelisch-Lutherische Kirchgemeinde Parthenaue-Borsdorf), die Evangelisch-Lutherische St.-Nikolai-Kirchgemeinde Machern und die Evangelisch-Lutherische Kirchgemeinde Püchau-Bennewitz (seit 1. Januar 2020: Vereinigte Evangelisch-Lutherische Kirchgemeinde Machern-Püchau-Bennewitz), die Evangelisch-Lutherische Kirchgemeinde Brandis-Polenz und die Evangelisch-Lutherische Kirchgemeinde Beucha-Albrechtshain im Kirchenbezirk Leipziger Land ein Schwesterkirchverhältnis gegründet. Trägerin der gemeinsamen Pfarrstellen und anstellende Kirchgemeinde gemäß Kirchgemeindestrukturgesetz (§ 2 Abs. 3) ist die Evangelisch-Lutherische Kirchgemeinde Parthenaue-Borsdorf.
Pfarrer der Kirchgemeinde Gerichshain
- 1529: Becker, Georg
- 1555: Teichmann, Johann
- 1561: Göderitz, Simon
- 1571: Alexius, Gabriel
- 1635: Prager, Martin
- 1672: Raue, Johann Sigismund
- 1719: Sperbach, Gottfried
- 1732: Greif, Johann Jakob
- 1733: Schneider, Samuel
- 1775: Weiner, Traugott Friedrich
- 1810: Weiner, Friedrich Gottlob
- 1857: Leupoldt, Gustav Adolph
- 1895: Schneider, *Bernhard Ottomar Alwin
- 1900: Kramer, Friedrich Oswald
- 1964: Fuhrmann, Rita
- 1987: Streibert, Annette[4]

## Orgel

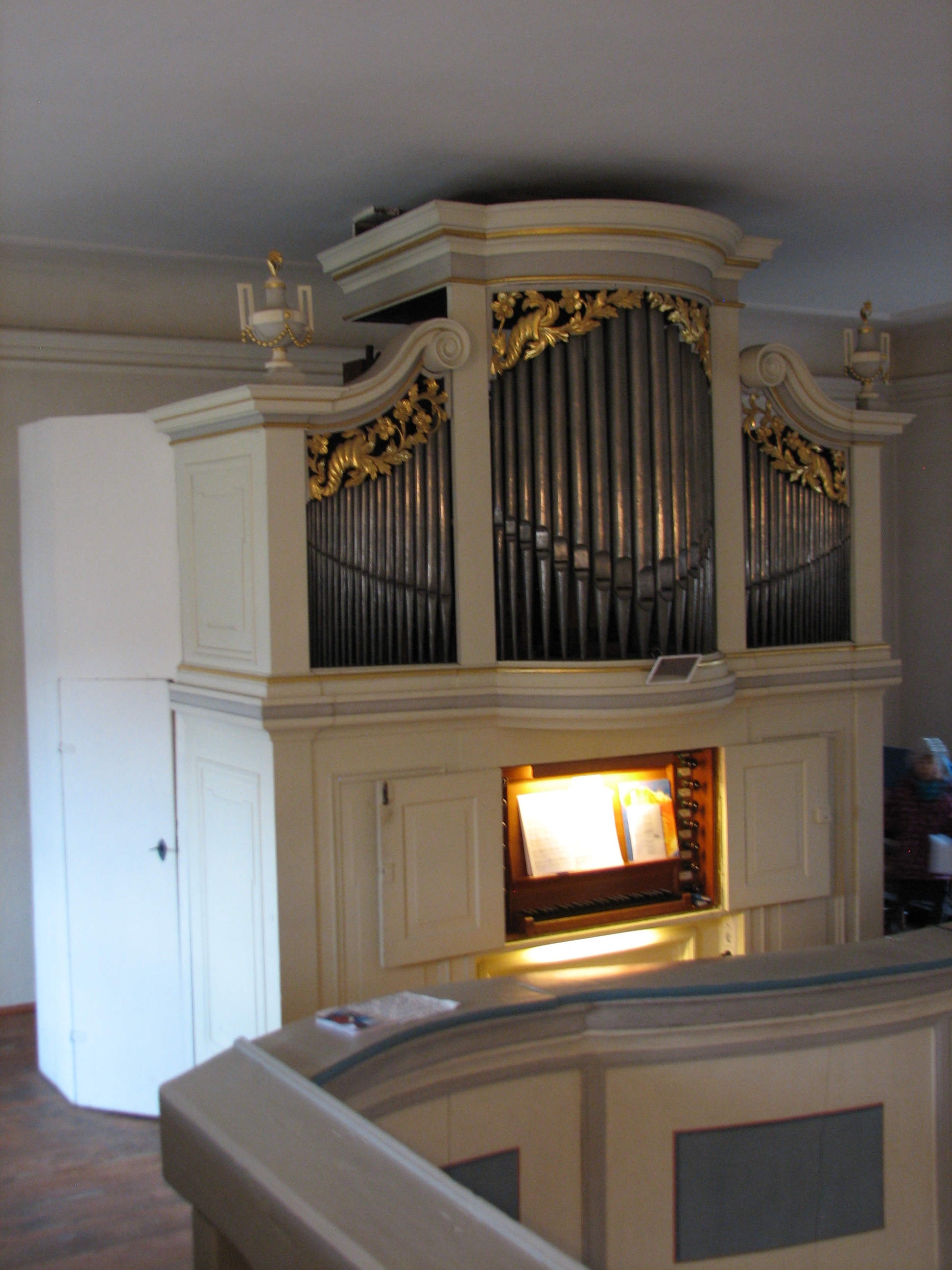
Trampeli-Orgel

Die Kirche hat eine Trampeli-Orgel, die bis auf den Spieltisch original erhalten ist: Johann Gottlob Trampeli (1742–1812) baute sie gemeinsam mit seinem Bruder Christian Wilhelm Trampeli (1748–1803) in den Jahren 1802 bis 1803. An der Orgel wurden um 1850 und 1886 Umdisponierungen und Veränderungen an der Kanalanlage vorgenommen. Die  Disposition entspricht jetzt wieder der Entstehungszeit:
| Manual C–d3 |                     |    |
| 1.          | Principal D         | 8′ |
| 2.          | Gedackt             | 8′ |
| 3.          | Quintadena          | 8′ |
| 4.          | Principal           | 4′ |
| 5.          | Flauto amabile      | 4′ |
| 6.          | Quinte              | 3′ |
| 7.          | Octave              | 2′ |
| 8.          | Flageolet           | 1′ |
| 9.          | Cornett III (ab a0) |    |
| 10.         | Mixtur IV           |    |

| Pedal C–c1 |              |     |
| 11.        | Subbaß       | 16′ |
| 12.        | Principalbaß | 08′ |

- Koppel: I/P (Pedalkoppel)
- Nebenregister: Calcantenzug
- Stimmtonhöhe: g1 440 Hz

## Glocken
Bedeutsam sind auch die beiden Bronze-Glocken von 1492 mit dem Ton d1 + 3 und von 1609 mit dem Ton f1 + 1; die jüngere ist die einzige in Sachsen noch erhaltene Glocke von Georg Lebzelter aus Leipzig.

## Turm-Sonnenuhr

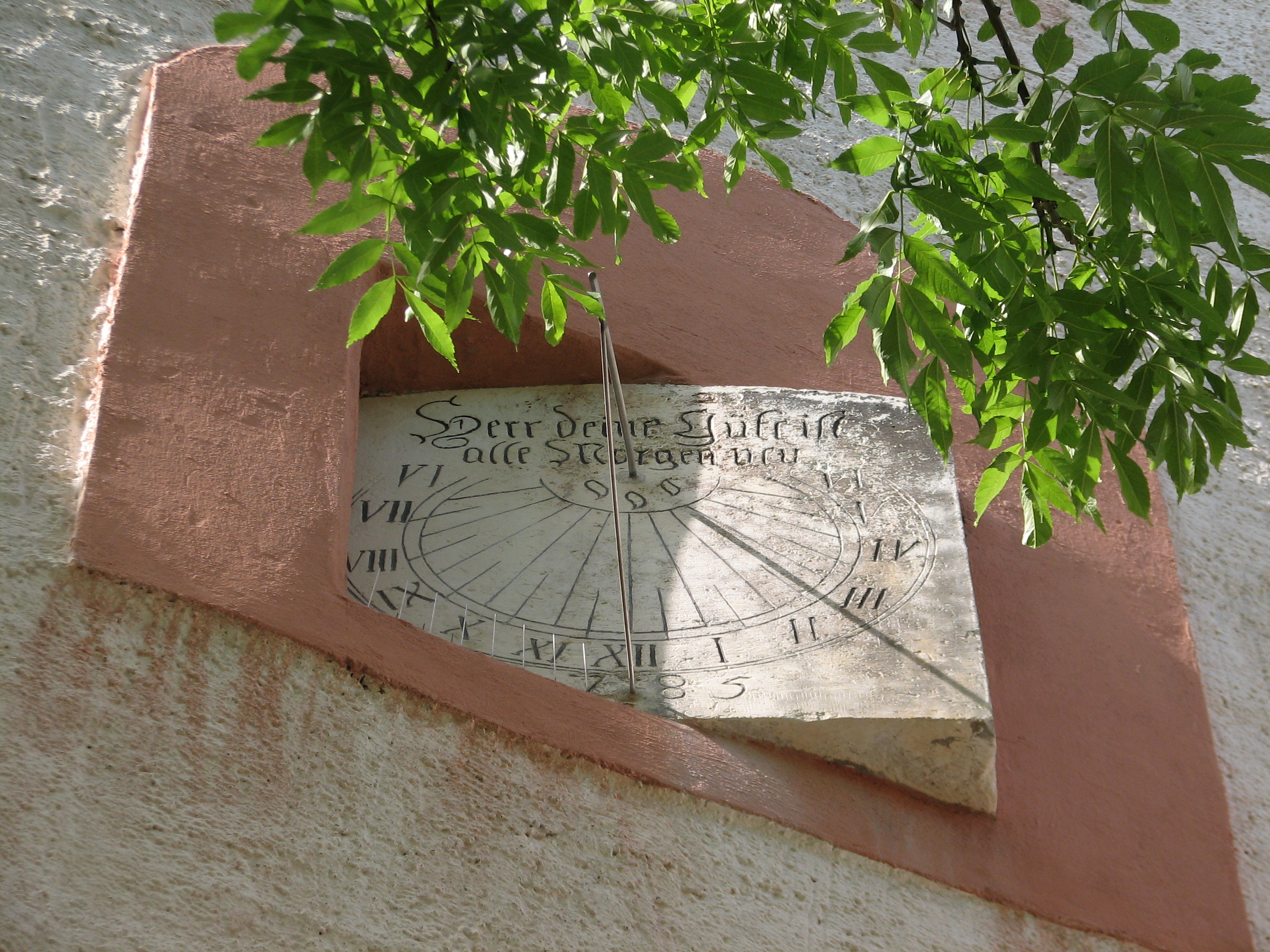
Historische Sonnenuhr am Kirchturm

Eine Besonderheit ist die am Kirchturm angebaute historische Sonnenuhr von 1785 mit dem Spruch „Herr deine Güte ist alle Morgen neu“. Sie zeigt mit Nord-Süd gerichtetem 51,3°-Schattenstab bei Sonnenschein die Mitteleuropäische Zeit auf dem exakt Ost-West ausgerichteten, in Stein gehauenen Zifferblatt an.

## Bilder

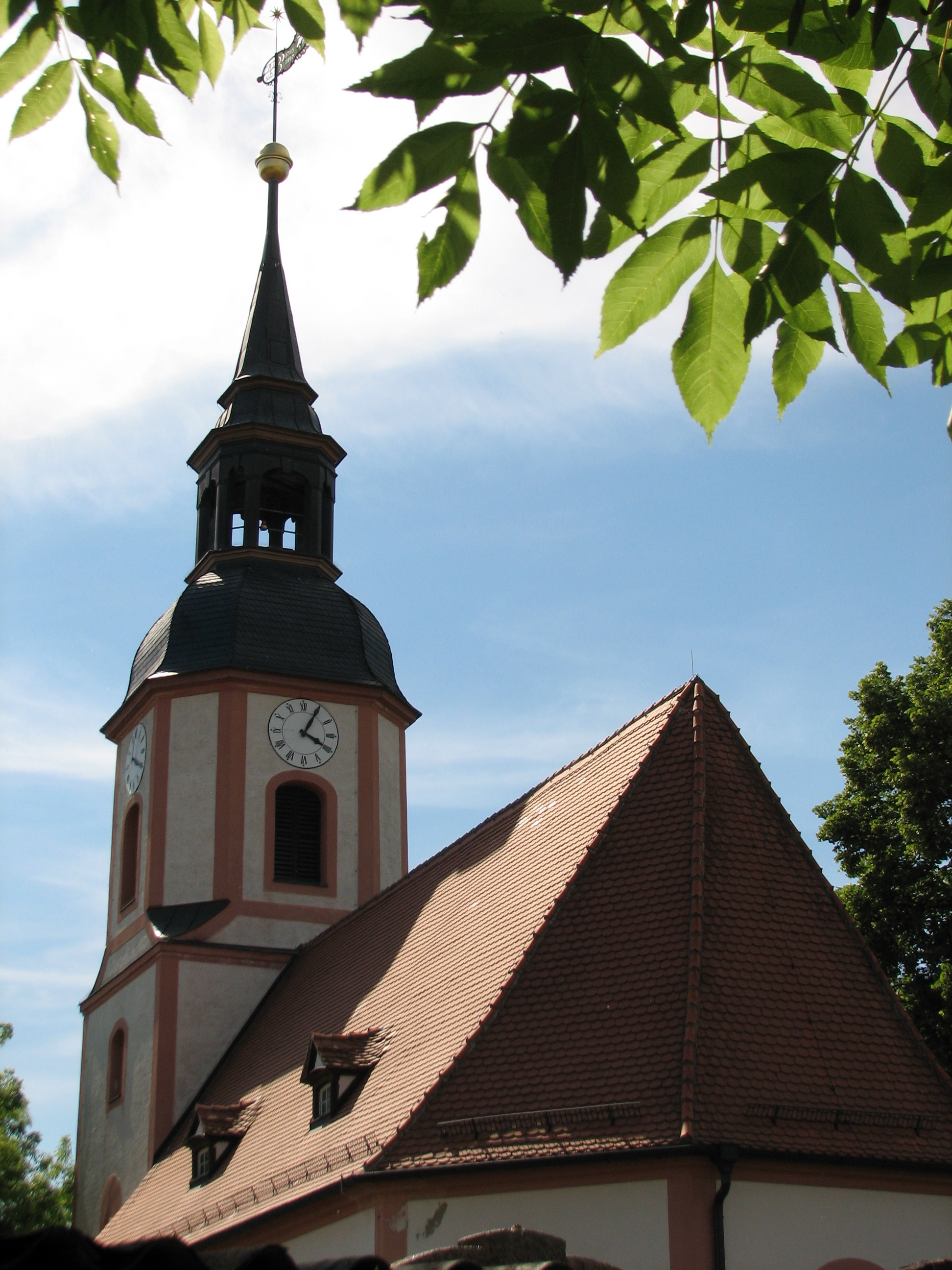
Kirchturm und Kirchendach
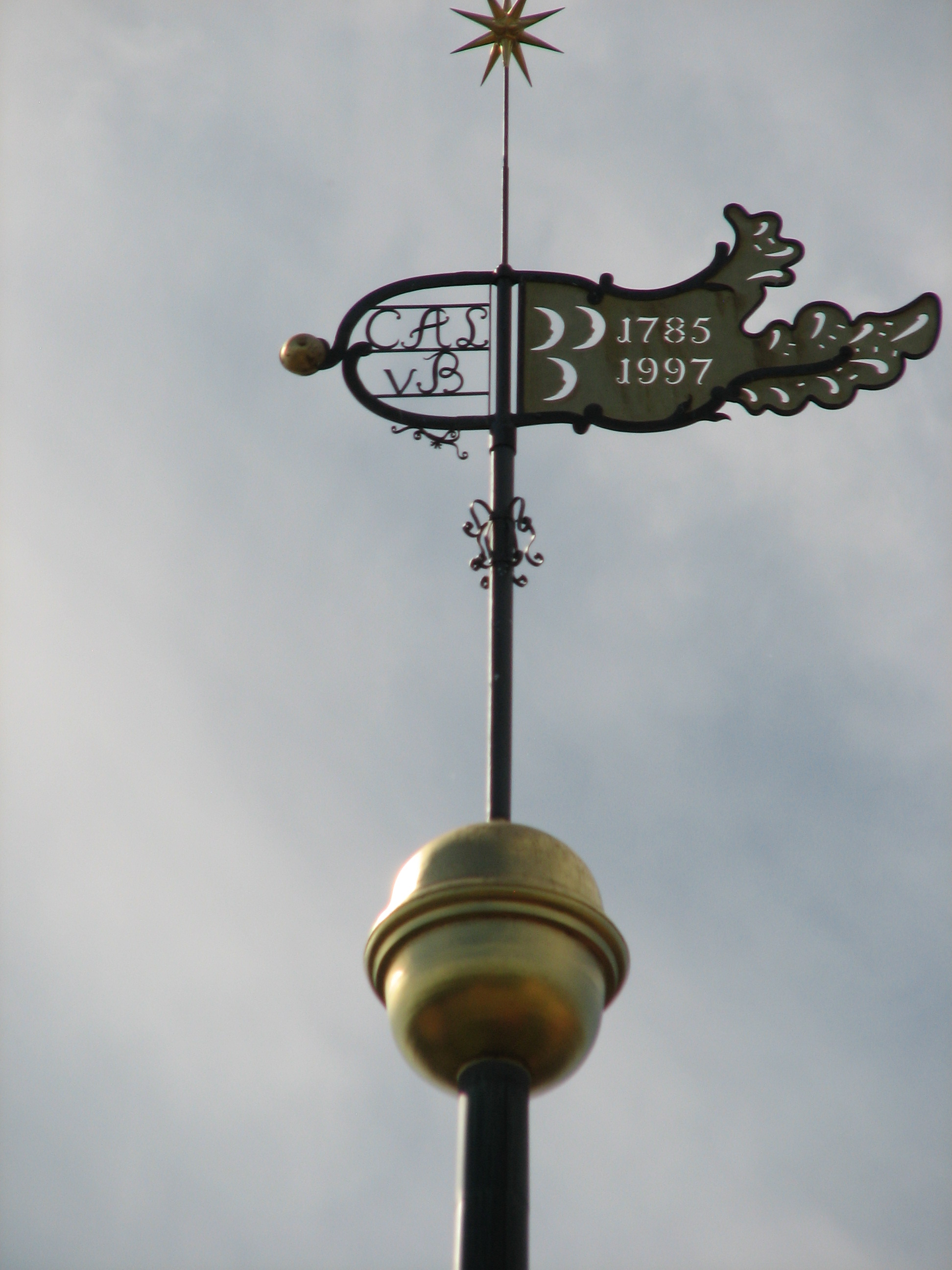
Wetterfahne mit Jahreszahlen 1785 und 1997
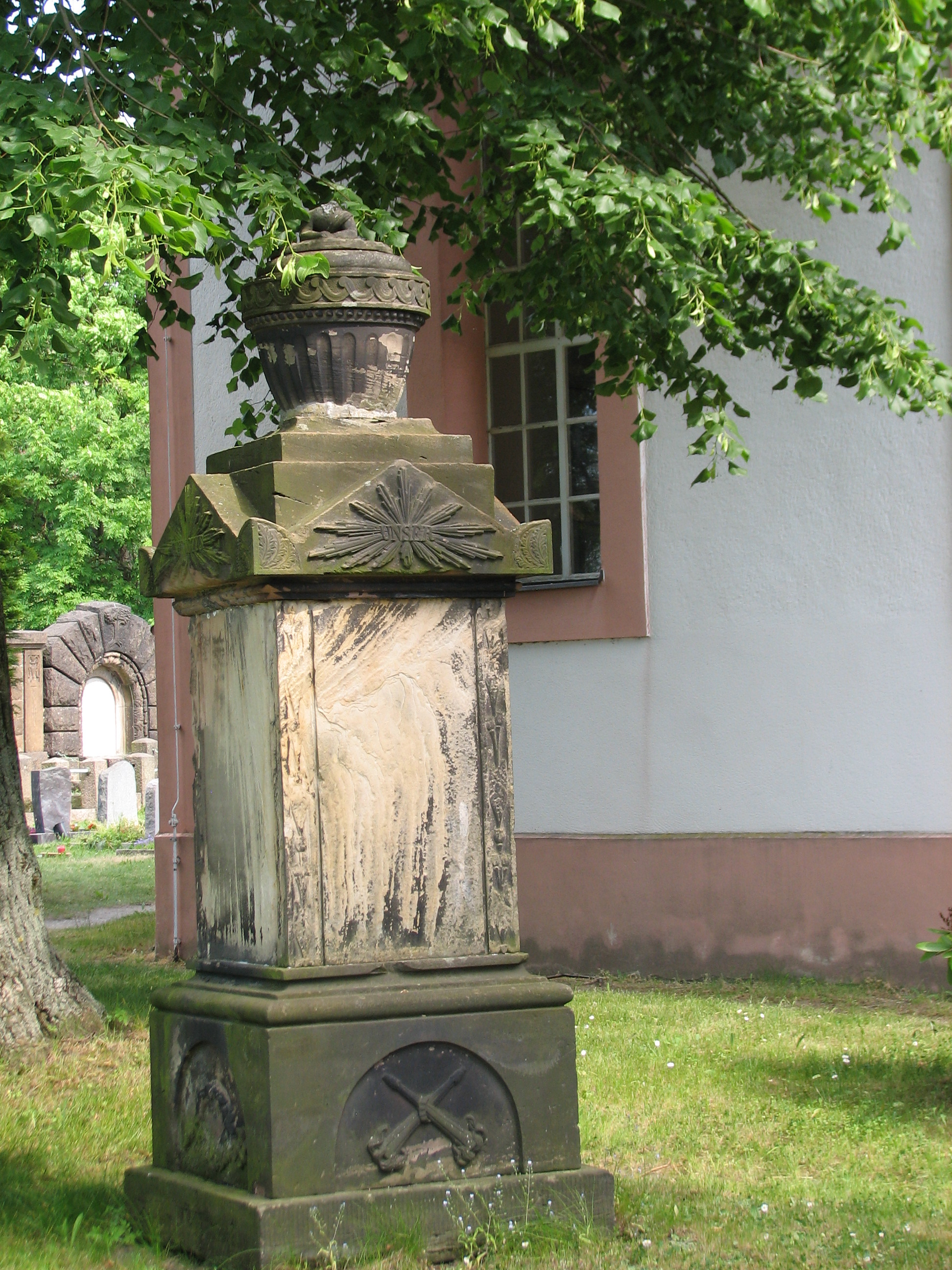
Obelisk an der Kirche Gerichshain
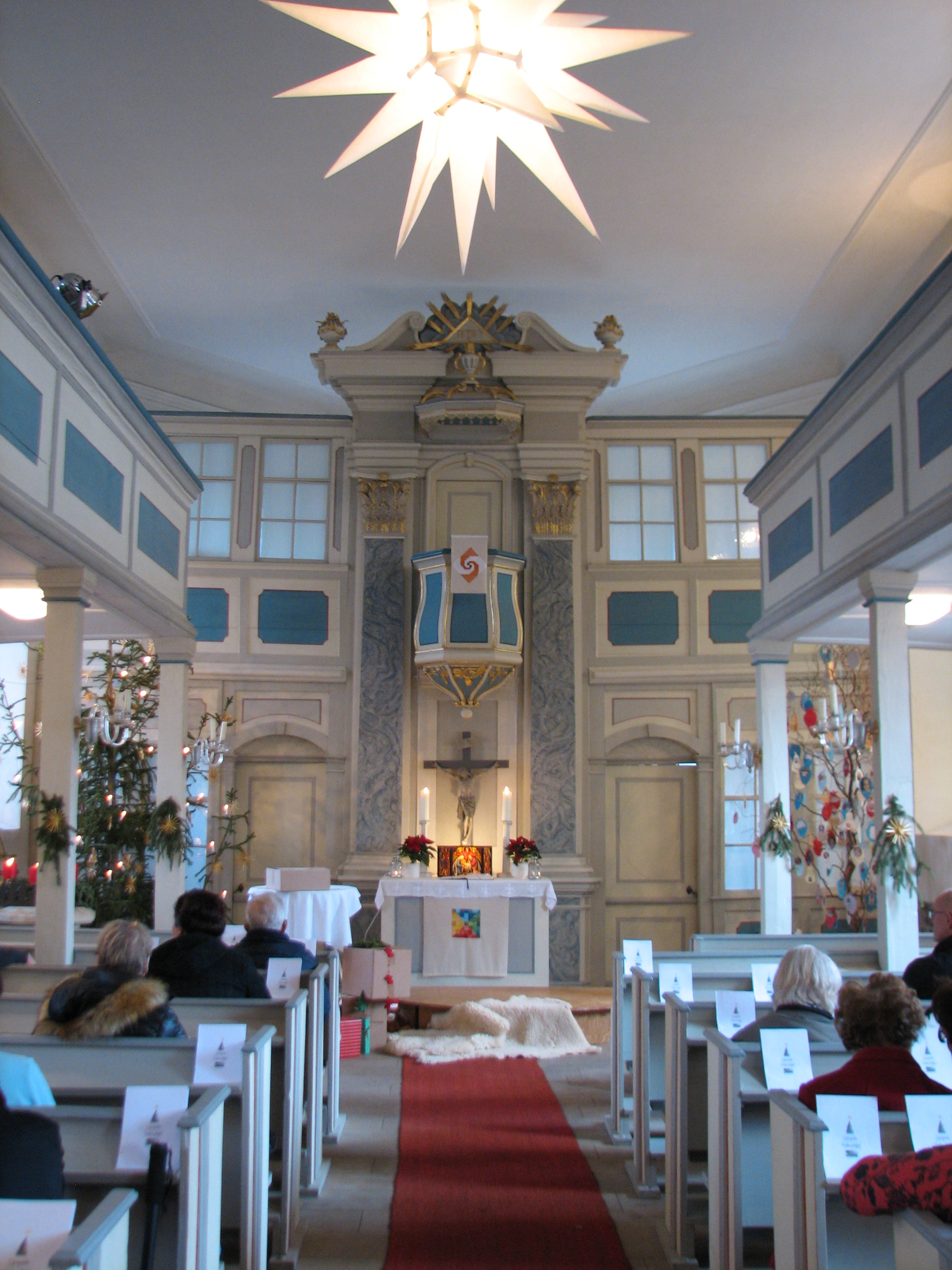
Blick zum Kanzelaltar (24. Dezember 2019)
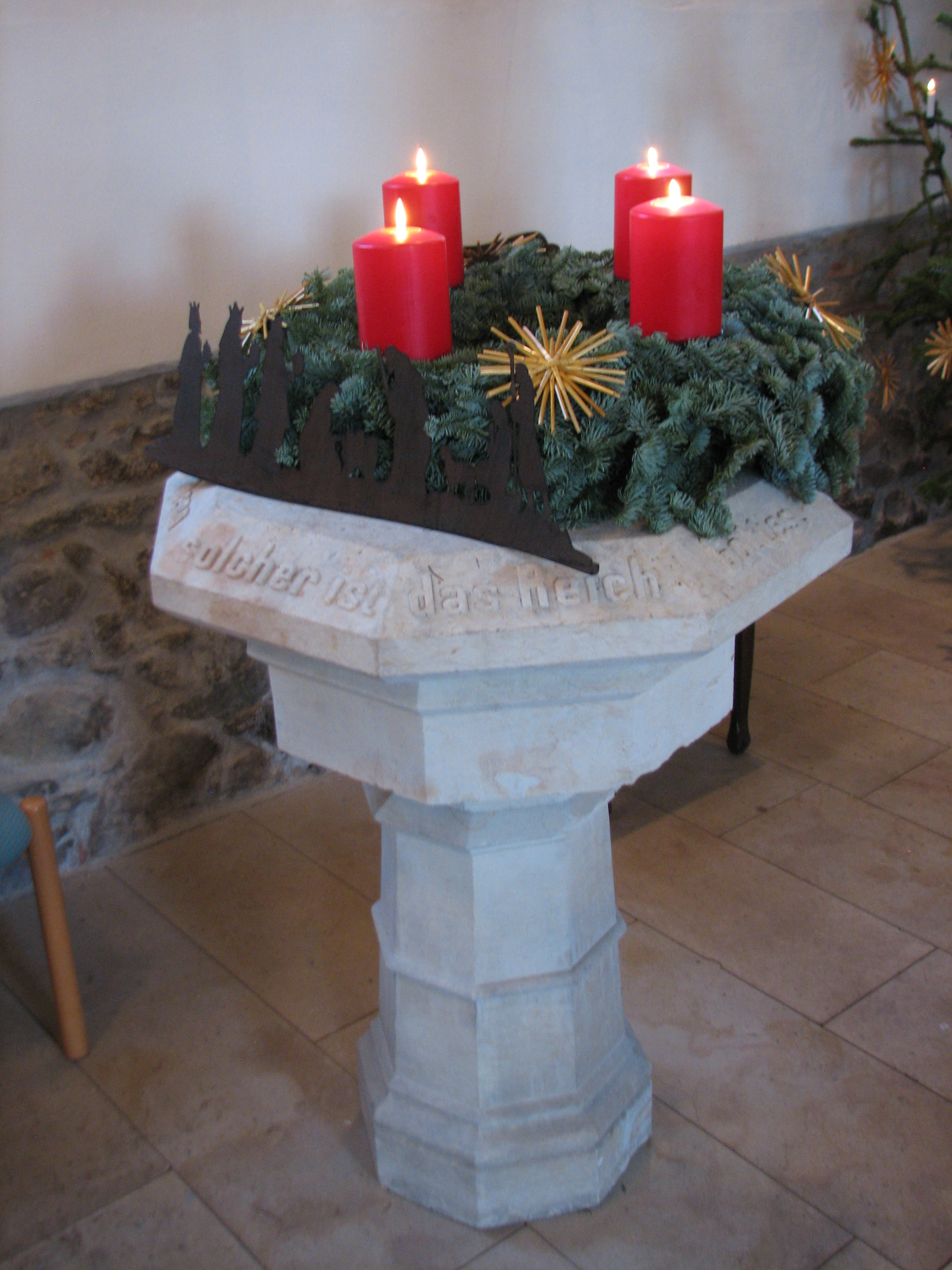
Taufstein mit Adventskranz
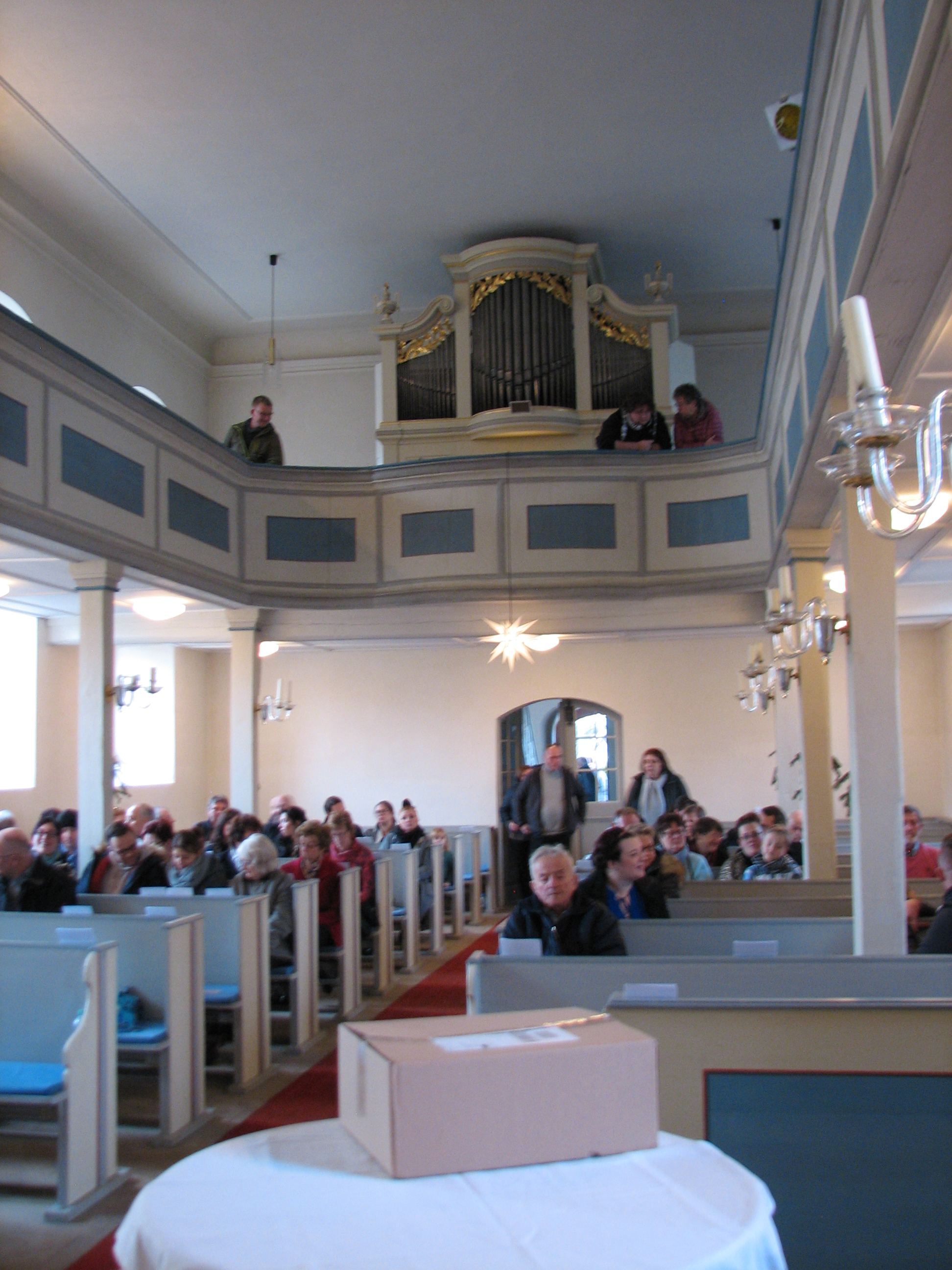
Blick vom Taufstein zu Orgel und Empore
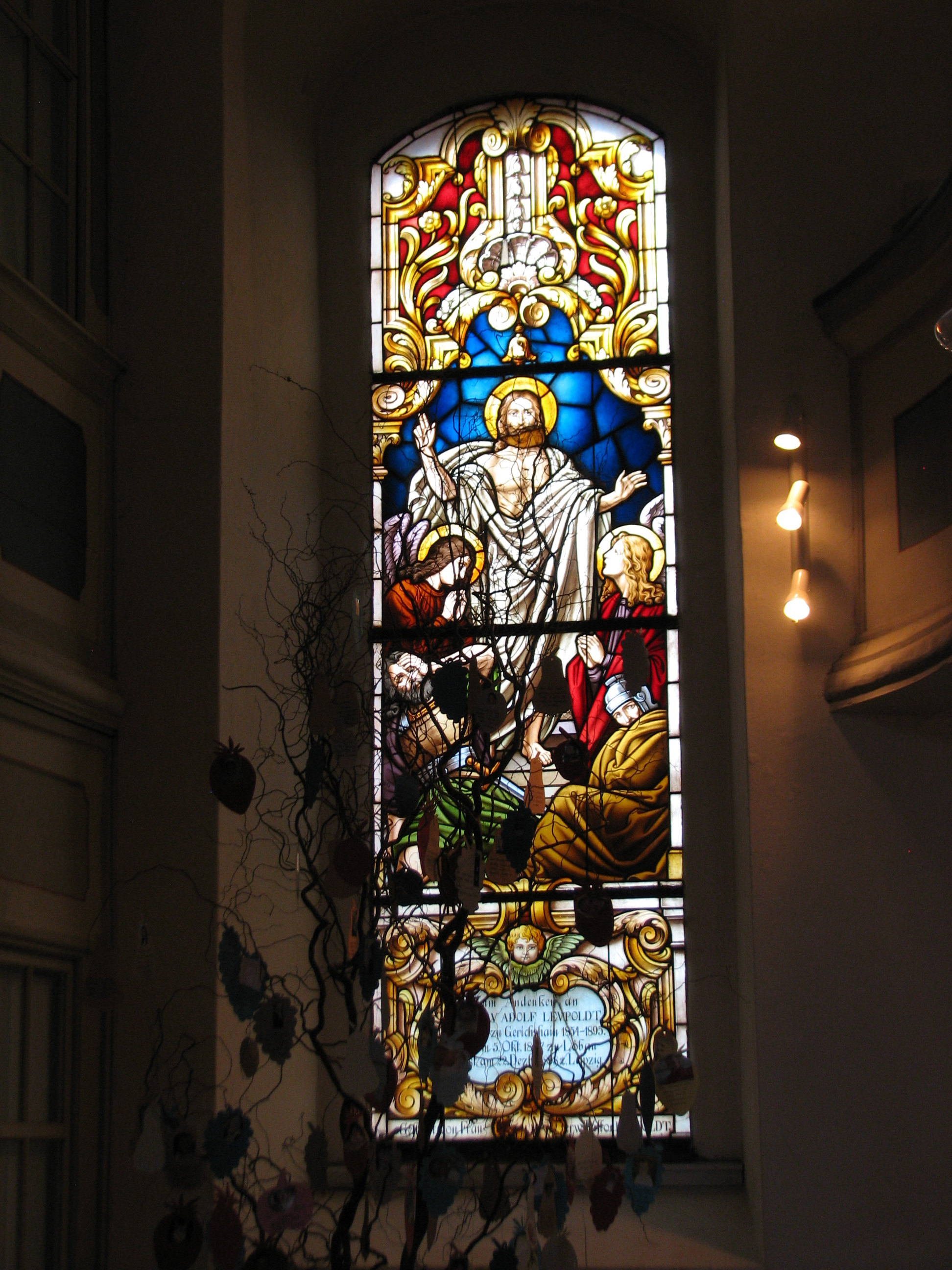
Glasmosaikfenster rechts vom Kanzelaltar
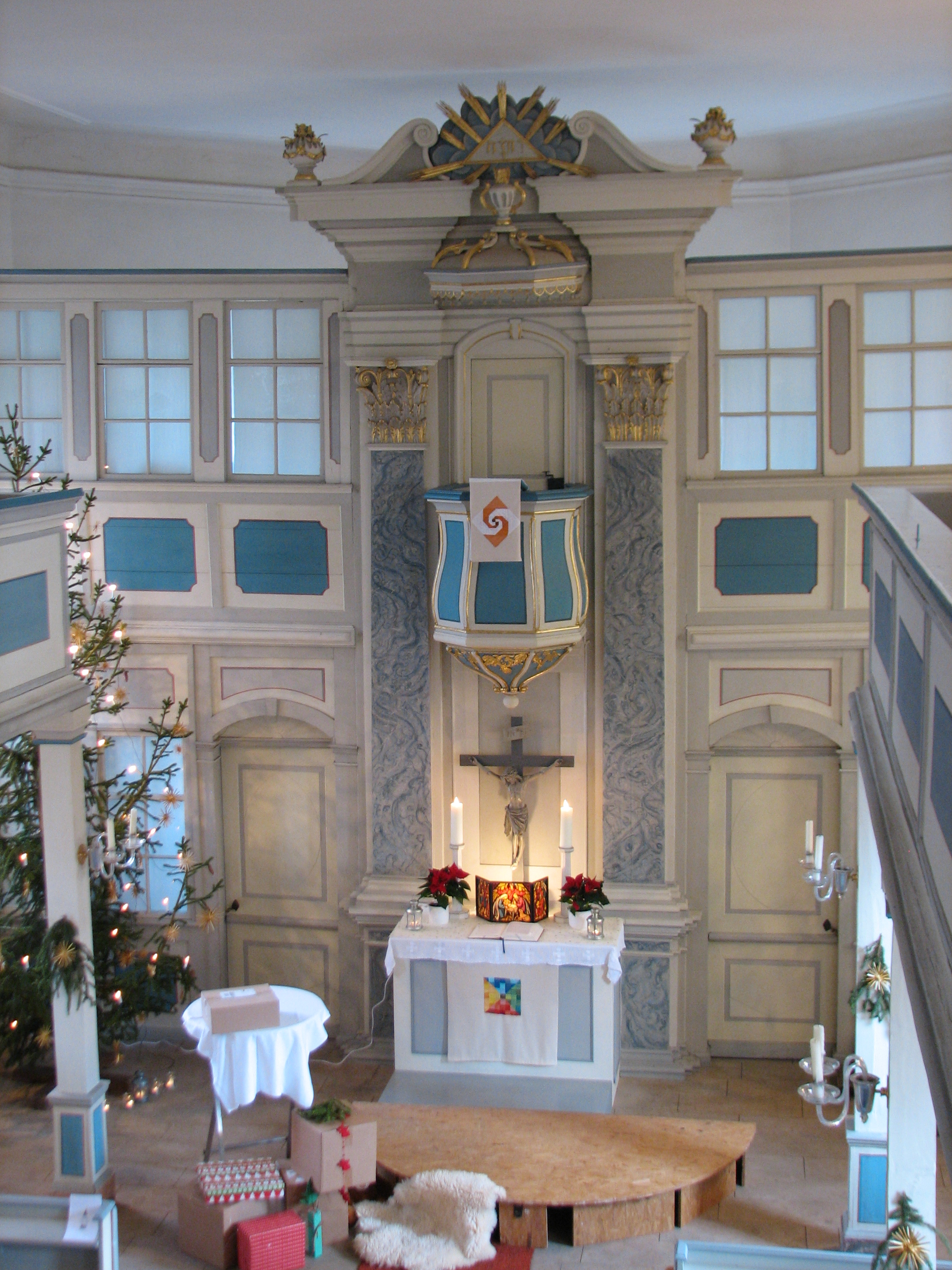
Blick von der Empore